# Parcul Național Yosemite
Parcul Național Yosemite (în engleză Yosemite National Park, pronunțat [joʊˈsɛməti]) este un parc național aflat în regiunea central-estică a statului american California, Statele Unite ale Americii, la aproximativ 300 km est de San Francisco.
Parcul național Yosemite are suprafața de peste 3.081 km 2 și se întinde de-a lungul versantului vestic al munților Sierra Nevada, la locul de întâlnire a trei comitate californiene, Madera, Mariposa și Tuolumne, relativ aproape de granița statului  California cu statul  Nevada.
Anual, parcul național este vizitat de peste trei milioane de turiști, care se deplasează mai ales de-a lungul văii Yosemite, situată în regiunea centrală a  parcului. În anul 1984, Yosemite, care cuprinde un masiv stâncos impunător din granit, cu pâraie cu ape limpezi și cascade, a fost inclus în Patrimoniul mondial UNESCO. Parcul are altitudinea de  400 - 4000 m deasupra n.m., prezentând cinci sisteme ecologice. Aici există pâlcuri de arbori sequoia și o floră (3500 specii de plante) și faună bogată.

## Geografie
Parcul Național Yosemite este situat în regiunea centrală a munților Sierra Nevada în California, din San Francisco se poate ajunge în cca. 6 ore cu autoturismul. Pe teritoriul parcului se află lacuri, (Lacul Mono), râuri și trasee de drumeție (1300 km) numeroase. Cele mai importante ape curgătoare sunt Merced și Tuolumne, care curg spre vest prin Valea Centrală Californiană și se varsă în râul San Joaquin.

## Geologie
Roca care predomină în regiunea stâncoasă este granitul asociat cu roci mai vechi. Regiunea în urmă cu zece milioane de ani s-a ridicat ca urmare a mișcărilor tectonice cu unele înălțimi ca Half Dome. A urmat o înclinare a platoului ceea ce a dus la versanți cu o pantă mai lină în vest și mai abrupți spre vest. Ca urmare a proceselor de eroziune a ghețarilor și râurilor au luat naștere canioane adânci și înguste.

## Aspecte deosebite
Valea Yosemite reprezintă doar 1 % din suprafața parcului, dar acolo se găsesc cei mai mulți vizitatori. El Capitan, o proeminentă stâncă din granit care veghează asupra văii, este una din cele mai populare destinații pentru escaladatul stâncilor datorită diverselor rute de cățărare și disponibilitatea pentru cățărări în tot anul. Domurile din granit, cum ar fi Sentinel Rock și Half Dome se ridică la 900 și 1.450 metri, respectiv.
Partea înaltă a Parcului Yosemite conține peisaje superbe, cum ar fi: Tuolumne Meadows, Dana Meadows, Clark Range, Cathedral Range și Kuna Crest. Creasta Sierra și Pacific Crest Tail străbat Yosemite, cu porțiuni de rocă metamorfozată, cum ar fi Mount Dana și Mount Gibbs și porțiuni de granit, cum ar fi Mount Conness. Mount Lyell este cel mai înalt punct al parcului.
Parcul are 3 specii de copaci Sequoia Uriaș: Mariposa Grove (200 de copaci), Tuolumne Grove (25 de copaci) și Merced Grove (20 de copaci). Sequoia uriașă este una din cele mai înalte și longevive specii de copaci. Coast Redwoods, înrudite cu Sequoia Uriașă, trăiesc de-a lungul coastei Californiei de Nord și sunt cei mai înalți, iar Basin Bristlecone Pine sunt cei mai vechi. Acești copaci erau mult mai răspândiți înainte de Epoca de Gheață.
Cascada de foc „Horsetail Fall” din „Yosemite National Park” este un fenomen natural ciudat. Apa cascadei pare zilnic pentru 10 minute între 12 - 26 februarie a fiecărui pe an a fi o scurgere de lavă incandescentă portocalie. Fenomenul se datorește razelor soarelui care cad înainte de apus sub un anumit unghi pe șuvoiul de apă al cascadei.

## Galerie de imagini

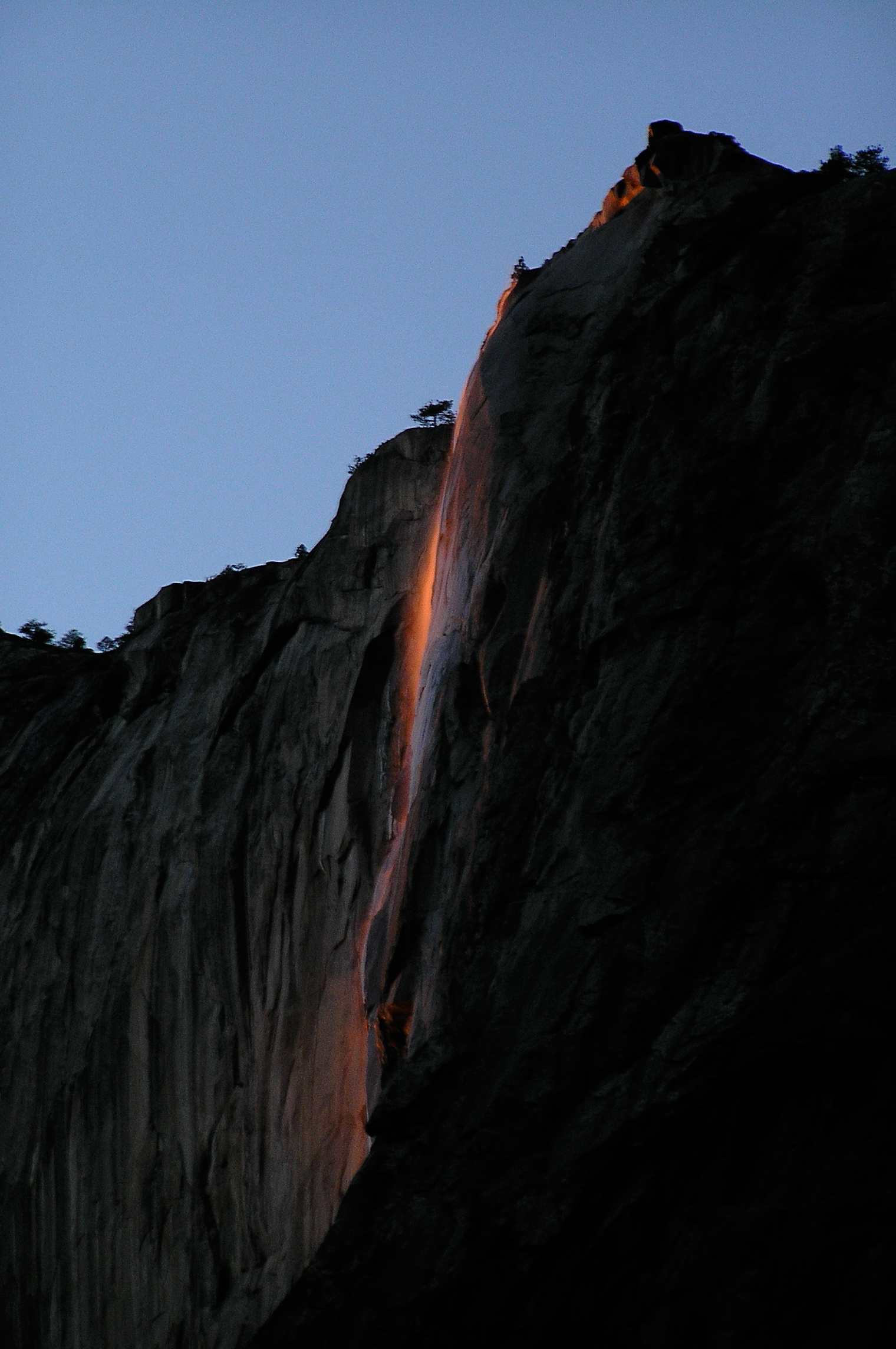
Cascada de foc „Horsetail Fall” (anual între 12-26 februarie)
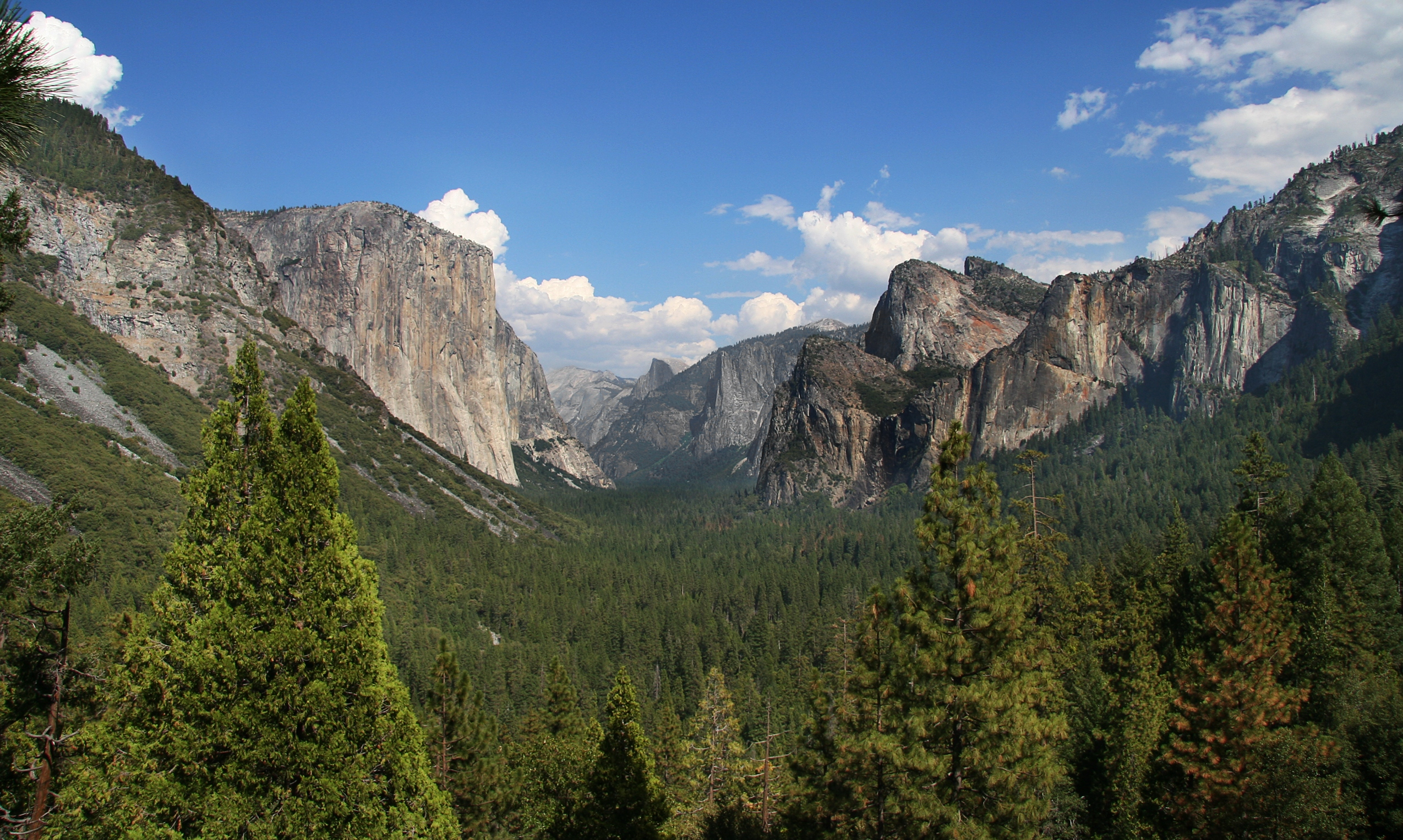
Yosemite Valley
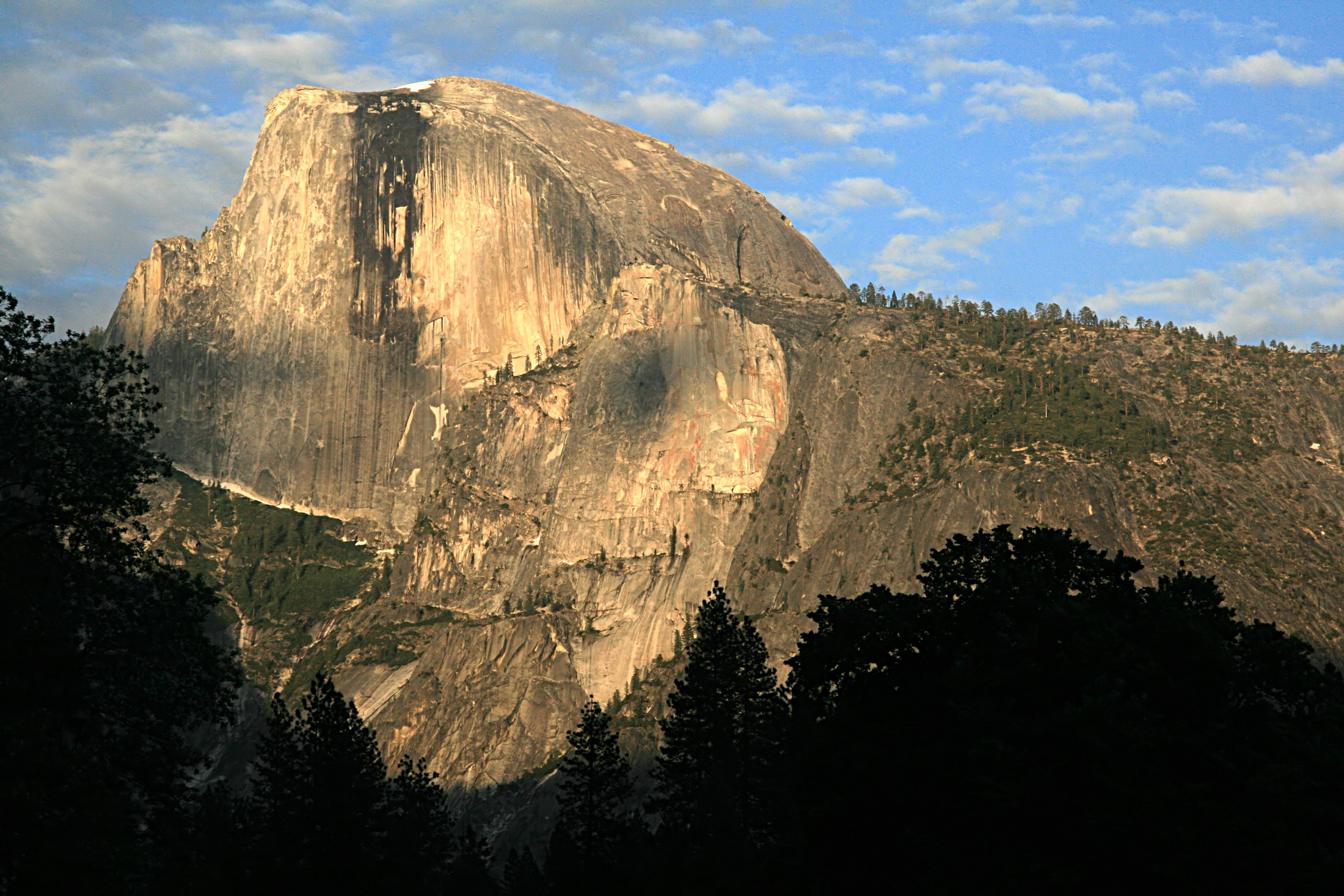
Half Dome
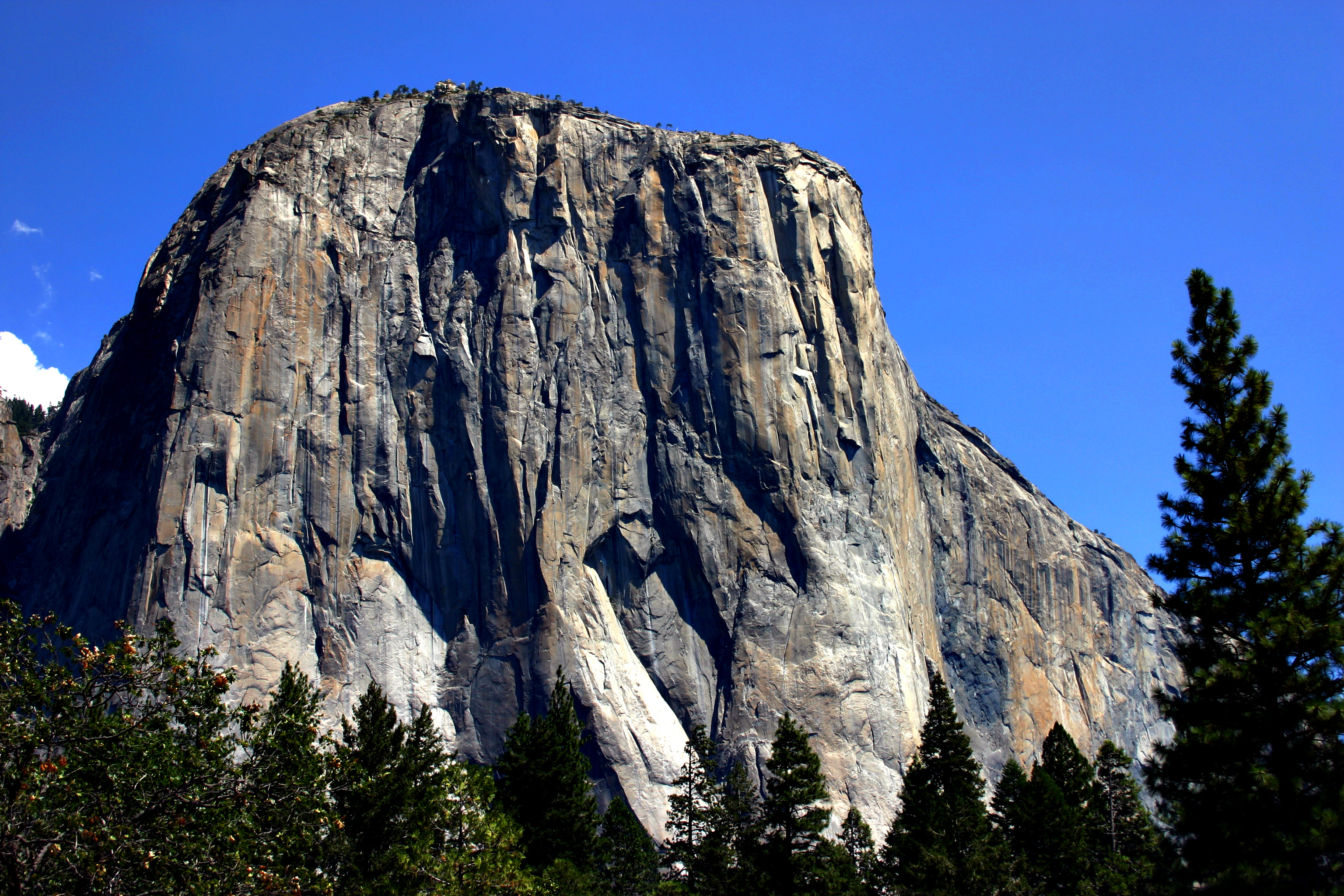
El Capitan

Multimedia
- Cele mai spectaculoase cadre surprinse în Parcul Național Yosemite de-a lungul a 2 ani (VIDEO), 28 aprilie 2012, Descoperă
- Un fenomen extrem de rar a fost surprins la Yosemite: un curcubeu nocturn! (VIDEO), 20 iulie 2011, Descoperă
- Magia Parcului Național Yosemite redată în imagini (VIDEO), 2 februarie 2012, Descoperă